# Skrobia
Skrobia – organiczny związek chemiczny, węglowodan, polisacharyd roślinny, składający się wyłącznie z merów glukozy połączonych wiązaniami α-glikozydowymi, pełniący w roślinach rolę magazynu energii.
Skrobia jest głównym węglowodanem w diecie człowieka.

## Właściwości fizyczne i chemiczne
Czysta skrobia jest białą, semikrystaliczną substancją bez smaku i zapachu, nierozpuszczalną w zimnej wodzie, z gorącą tworzącą kleik skrobiowy. Skrobia hydrolizuje wyłącznie na α-D-glukozę, lecz nie jest jednorodnym chemicznie związkiem – składa się w rzeczywistości z dwóch frakcji:
- generalnie nierozgałęzionej amylozy zbudowanej z reszt glukozowych połączonych ze sobą atomami tlenu za pomocą wiązań α-1,4-glikozydowych[3]. Amyloza nie rozpuszcza się w zimnej wodzie, rozpuszcza się natomiast w wodzie gorącej, prawdopodobnie z częściową degradacją[6].
- rozgałęzionej amylopektyny, w której występują dodatkowe wiązania α-1,6-glikozydowe, a ich ilość szacuje się na ok. 4%[3][4]. Amylopektyna rozpuszcza się w zimnej wodzie (co wymaga jednak wcześniejszego uzyskania silnej dyspersji skrobi, np. przez potraktowanie dimetylosulfotlenkiem)[6]. Należy jednak zwrócić uwagę, że taki zabieg należy traktować jako chemiczną modyfikację skrobi[7]. Interesujący może być fakt, iż skrobie odmian woskowych (ziemniaczana, kukurydziana, ryżowa), pomimo że zawierają wyłącznie amylopektynę[8], nie są rozpuszczalne w zimnej wodzie[5].

W handlu występują również skrobie modyfikowane prekleikowane „CS” – rozpuszczalne w zimnej wodzie, będące w istocie kleikiem skrobiowym wysuszonym za pomocą walców suszarniczych.
Udział poszczególnych frakcji w skrobi jest zależny od jej botanicznego pochodzenia. Zawartość amylozy według różnych źródeł literaturowych wynosi: 10–35%, 14–27%, 10–20%, pozostałość stanowi amylopektyna. Udział amylozy w skrobiach z najpopularniejszych surowców wynosi: ziemniaczana – 21%, kukurydziana – 28%, kukurydziana woskowa – 0%, pszenna – 28%, tapiokowa – 17%.
Stopień polimeryzacji skrobi jest zależny od pochodzenia botanicznego i odmiany surowca skrobiowego oraz frakcji; masa molowa amylozy wynosi ok. 105–106 g/mol a amylopektyny 107–108 g/mol.
Skrobię można wykryć za pomocą jodyny lub płynu Lugola, który zawiera jod. Jednoprocentowy roztwór wodny skrobi jest używany do wykrywania jodu cząsteczkowego. Pod wpływem jodu skrobia przyjmuje niebieskofioletowe (skrobie zawierające amylozę) lub brązowoczerwone (skrobie wyłącznie amylopektynowe) zabarwienie. Wynika to z różnic w zdolności do wiązania jodu przed amylozę i amylopektynę, która kształtuje się odpowiednio na poziomie 20% oraz 0,2%. Stopień polimeryzacji jest kolejnym czynnikiem warunkującym zdolności do wiązania jodu, a dopiero łańcuchy o n >200 charakteryzują się wysoką zdolnością do wiązania jodu.
W trakcie hydrolizy kwasowej skrobia rozpada się na coraz krótsze łańcuchy polisacharydowe, tworząc kolejno:
- amylodekstryny (barwiące się z I
2 na niebiesko)
- erytrodekstryny (barwiące się z I
2 na czerwono)
- achrodekstryny (niebarwiące się z I
2)
- maltozę oraz glukozę[11].

## Występowanie u roślin
Skrobia jest najważniejszym polisacharydem zapasowym u roślin, które magazynują go w owocach, nasionach, korzeniach w formie ziaren w liściach, bulwach, rdzeniu łodygi i kłączach. Szczególnie bogate w skrobię są ziarna zbóż, bulwy ziemniaka i manioku, a także (choć mniej) kolby kukurydzy.
Odkłada się w komórkach roślin w postaci ziaren (granulek, gałeczek) których wielkość i kształt są charakterystyczne dla poszczególnych gatunków roślin. Ziarna skrobi mają średnicę 0,5–100 µm, zależnie od pochodzenia mają różne właściwości i wygląd. Ze względu na pochodzenie botaniczne rozróżnia się skrobię ziemniaczaną, pszenną, kukurydzianą, kukurydzianą woskową, tapiokową, ryżową itp.

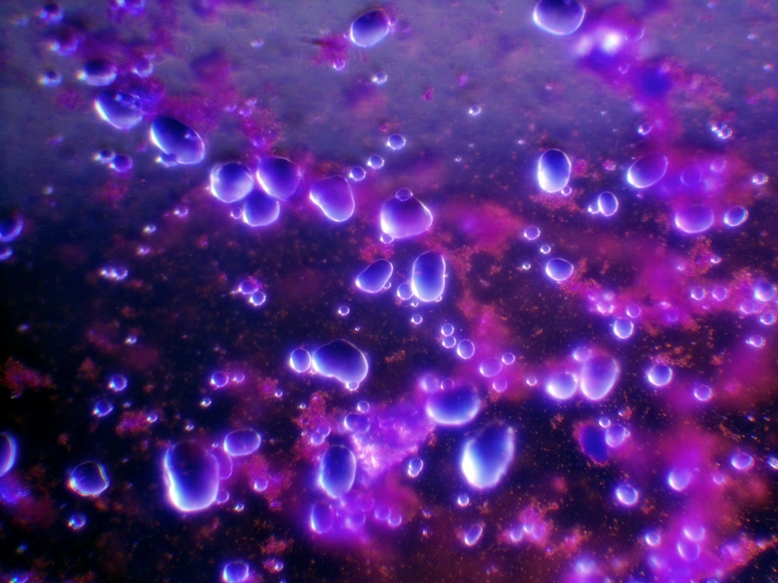
Wybarwiona skrobia, obraz mikroskopowy w technice ciemnego pola

## Kleik skrobiowy (krochmal)
Kleik skrobiowy jest w istocie koloidalnym roztworem skrobi. Powstaje on na skutek absorpcji wody przez ziarna skrobiowe, powodując pęcznienie ziaren skrobiowych, a następnie rozerwanie międzycząsteczkowych wiązań wodorowych skrobi, z ziaren wypływa amyloza i kolejno amylopektyna. Aby otrzymać kleik skrobiowy należy podgrzać wodną zawiesinę skrobi powyżej temperatury kleikowania, która jest zależna m.in. od pochodzenia botanicznego skrobi i jej modyfikacji. Proces kleikowania naturalnej skrobi ziemniaczanej zaczyna się już w temperaturze około 65 °C.

## Zastosowania
Skrobia i niektóre jej pochodne (skrobie modyfikowane np. estry, produkty degradacji, utlenienia i częściowej hydrolizy) są przede wszystkim wykorzystywane na potrzeby przemysłu spożywczego, papierniczego oraz farmaceutycznego, co stanowi ok. 90% ich wykorzystania na terenie UE. W mniejszym stopniu skrobia i jej pochodne znajdują zastosowanie w innych gałęziach gospodarki m.in. w przemyśle włókienniczym, kosmetycznym, tekstylnym oraz do produkcji klejów (zwłaszcza klajstrów).